# باشگاه فوتبال اورپینگتون
باشگاه فوتبال اورپینگتون (به انگلیسی: Orpington Football Club) یک باشگاه فوتبال در شهر اورپینگتون، کشور انگلستان است که در سال ۱۹۳۹ میلادی تأسیس شده‌است.